# Miguel Curtício
Miguel Curtício (em grego: Μιχαήλ Κουρτίκιος; romaniz.: Michaél Kourtíkios) foi um comandante militar bizantino sênior e um partidário de Bardas Esclero durante sua rebelião contra o imperador Basílio II Bulgaróctono (r. 976–1025).

## Vida

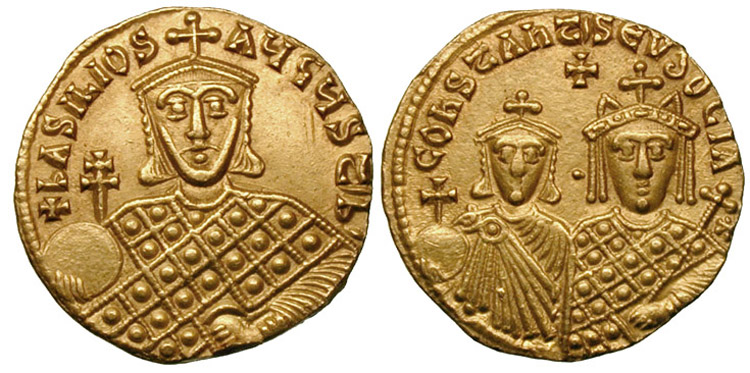
Soldo de r.

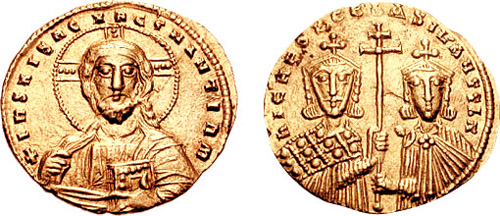
Histameno de r. e r.

A família Curtício foi de origem armênia e entrou em serviço bizantino sob Basílio I, o Macedônio (r. 867–886), quando seu fundador epônimo, Curdício, cedeu sua fortaleza de Locana para o império. Nada se sabe sobre os primeiros anos e carreira de Miguel, embora um selo seu atesta-o como titular do posto de topoterita da Trácia. Em 976, o general Bardas Esclero rebelou-se contra Basílio II Bulgaróctono (r. 976–1025) com o apoio dos temas orientais. No final de 976 ou começo de 977, cruzou as Montes Antitauro e derrotou um exército lealista em Lapara. Este evento fortaleceu a posição de Esclero e levou à deserção de vários altos oficiais.
Segundo o relato do historiador do final do século XI João Escilitzes, após a vitória de Esclero em Lapara, em Ataleia, a capital do Tema Cibirreota, a população rebelou-se em seu apoio. Eles prenderam o almirante local e ofereceram seus serviços, junto com a frota temática inteira, para Esclero, que colocou Curtício como o novo comandante dos cibirreotas. Leão, o Diácono, contudo, que foi um contemporâneo da rebelião, relata que isso aconteceu apenas depois, em 978, após Esclero conseguir uma vitória contra o general lealista Bardas Focas, o Jovem, que Ataleia foi dominada pelo rebelde. Werner Seibt, seguido por outros estudiosos como Alexander Kazhdan e Michael Whittow, também sugere que Curtício era na realidade o almirante deposto pelos ataleenses, que então mudaram sua aliança para Esclero.
Segundo Escilitzes, Curtício atacou e invadiu várias ilhas egeias, e preparou-se para capturar Abidos no Helesponto, cortando as ligações marítimas de Constantinopla com as províncias ocidentais ainda leais a Basílio, bem como permitindo a Esclero embarcar suas tropas para a Europa. Escilitzes relata que ele então foi derrotado numa importante batalha em Foceia pelo drungário da frota, Teodoro Caranteno. Leão, o Diácono, por outro lado, relata que a frota imperial foi liderada por Bardas Parsacuteno, que derrotou uma frota rebelde fora de Abidos através do uso de fogo grego. Estudiosos modernos sugere que poderiam ter sidos dois confrontos navais, um sob Parsacuteno fora e Abidos, e um sob Caranteno — que relatadamente foi provavelmente um estratego temático em vez do drungário da frota — contra Cortício fora de Foceia.